# Charles Noguès

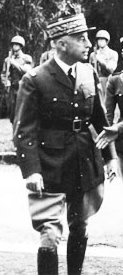
Charles Noguès im November 1942

Charles Noguès (* 13. August  1876 in Monléon-Magnoac; † 20. April 1971 in Paris) war ein französischer Général d’armée, hauptsächlich im Einsatz in Französisch-Marokko.

## Leben
Charles Noguès absolvierte die École polytechnique. Nach Durchlaufen einer frühen militärischen Laufbahn wurde er im Februar 1913 in das topographische Büro des Generalstabs der französischen Besatzungstruppen in Marokko befördert. Hubert Lyautey berief ihn am 23. Juni 1914 ins militärische Büro des französischen Generalresidenten. Zurück in Frankreich, wurde er im Februar 1918 zunächst temporär und am 25. März 1921 definitiv zum Lieutenant-colonel befördert. Danach übernahm er die Führung der 17e RA. Am 1. April 1924 wurde er Colonel und kehrte nach Marokko zurück, wo er Adjoint général von Aldebert de Chambrun in Fès wurde. Im Rifkrieg war Noguès Kommandant der 3. Marschbrigade. In der Folge wurde er im August 1926 als Kommandant an die Artillerieschule in Fontainebleau berufen. Am 2. Juni 1927 wurde er im Alter von 50 Jahren zum Brigadegeneral und 1936 zum Général d’armée ernannt und war französischer Generalresident in Marokko.
Als Oberbefehlshaber in Französisch-Nordafrika im Zweiten Weltkrieg war Noguès entsetzt über die Nachricht, dass die französische Regierung einen Waffenstillstand mit Deutschland anstrebe. Am 17. Juni 1940 telegrafierte er nach Bordeaux, wo sich damals die Regierung befand: „Ganz Nordafrika ist entsetzt. Die Truppen sind bereit, den Kampf fortzusetzen, wenn die Regierung nichts dagegen hat.“
Im Dezember 1942 wurde Admiral François Darlan, ein hoher Vertreter des Vichy-Regimes, in Algier von dem Studenten Fernand Bonnier de La Chapelle getötet. Daraufhin wurde der Student als Mörder hingerichtet, Noguès lehnte dessen Gnadengesuch ab. Die französische Regierung rehabilitierte den Studenten 1945 als Widerstandskämpfer, der „im Interesse der Befreiung Frankreichs“ gehandelt habe.
Charles Noguès trat im Juni 1943 zurück und übersiedelte ins neutrale Portugal. Frankreich verurteilte ihn 1947 in Abwesenheit zu 20 Jahren Zwangsarbeit. Als er im Juni 1954 nach Frankreich zurückkehrte, wurde er inhaftiert und vor Gericht gestellt, dort jedoch freigesprochen.

## Auszeichnungen
- Großkreuz der Ehrenlegion, 1939.[4]